# Gare de la Grave-d'Ambarès
La gare de la Grave-d'Ambarès est une gare ferroviaire française de la ligne de Chartres à Bordeaux-Saint-Jean située sur le territoire de la commune d'Ambarès-et-Lagrave, dans le département de la Gironde, en région Nouvelle-Aquitaine. 
C'est une halte ferroviaire de la société nationale des chemins de fer français (SNCF) desservie, par des trains TER Nouvelle-Aquitaine.

## Situation ferroviaire
Établie à 11 m d'altitude, la gare de la Grave-d'Ambarès est située au point kilométrique (PK) 598,189 de la ligne de Chartres à Bordeaux-Saint-Jean, entre les gares de Cubzac-les-Ponts et Sainte-Eulalie - Carbon-Blanc.

## Histoire

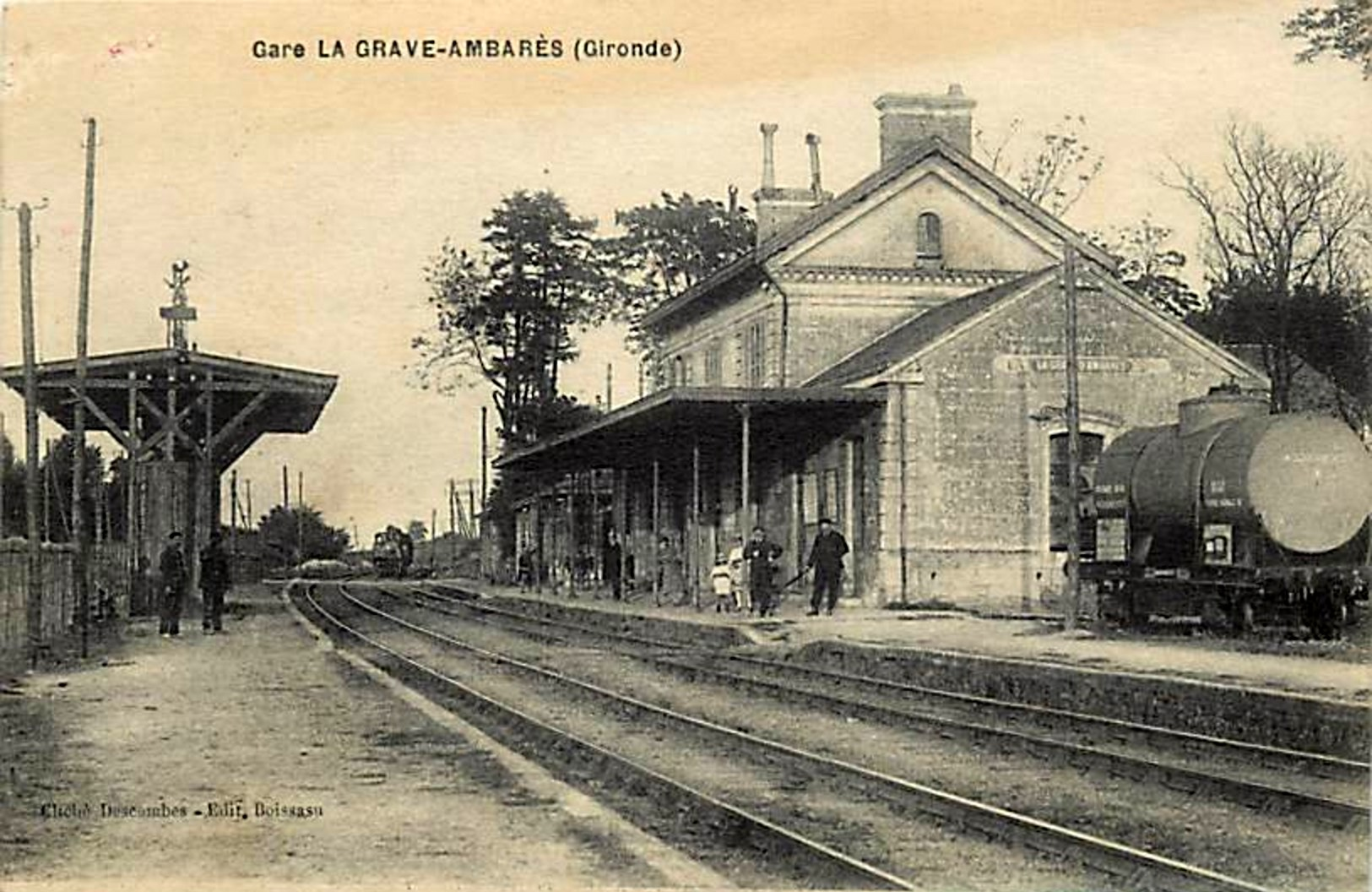
La gare au début du XXe siècle

## Fréquentation
De 2015 à 2023, selon les estimations de la SNCF, la fréquentation annuelle de la gare s'élève aux nombres indiqués dans le tableau ci-dessous.
| Année     | 2015   | 2016   | 2017   | 2018   | 2019   | 2020   | 2021   | 2022   | 2023   |
| --------- | ------ | ------ | ------ | ------ | ------ | ------ | ------ | ------ | ------ |
| Voyageurs | 16 367 | 16 509 | 15 121 | 14 632 | 15 736 | 16 470 | 24 690 | 29 282 | 30 196 |

## Service voyageurs

### Accueil
Halte SNCF, c'est un point d'arrêt non géré (PANG) à entrée libre.

### Desserte
La Grave-d'Ambarès est desservie par des trains du réseau TER Nouvelle-Aquitaine qui effectuent des missions entre Bordeaux-Saint-Jean et Saint-Mariens - Saint-Yzan.

### Intermodalité
Des places de parking sont aménagées à proximité de la halte.
À moins de 10 minutes de la halte, se trouvent les lignes 7, 92 et 93 du réseau TBM.
Dans la même commune se trouve la gare de La Gorp, sur la ligne de Paris-Austerlitz à Bordeaux-Saint-Jean. Depuis 2019, il est possible avec un même abonnement de rejoindre Bordeaux indifféremment depuis ces deux gares.